# Strangeness

DESY-Blasenkammeraufnahme: ein von rechts eingeschossenes 3 GeV-Photon stieß höchstwahrscheinlich mit einem Proton zusammen (Wasserstoff-Blasenkammer). Dabei wurden Teilchen mit Strangeness erzeugt.

Die Strangeness {\displaystyle S\,\!} (engl.) bezeichnet die Quantenzahl für die Seltsamkeit eines Teilchens oder Zustandes im Standardmodell der Elementarteilchenphysik. Sie ist neben Isospin, Charm, Bottomness und Topness eine der Flavour-Quantenzahlen der Quarks.
Ihr Name stammt von den ersten, 1947 in der Höhenstrahlung entdeckten Seltsamen Teilchen (engl. strange particles), deren Lebensdauer deutlich länger war als die der anderen damals bekannten instabilen Teilchen. Dazu zählten insbesondere Kaonen (Mesonen aus einem u- oder d-Quark und Strange-Quarks, sie waren die 1947 zuerst entdeckten seltsamen Teilchen) und Hyperonen (Baryonen mit einem Strange-Quark). Die Strangeness-Quantenzahl wurde zur Erklärung der Eigenschaften dieser neuen Teilchen von  Murray Gell-Mann (1953), Abraham Pais und Kazuhiko Nishijima eingeführt.

## Definition und Vorzeichenwahl
| Generation           | 1                             | 1                             | 2                             | 2                             | 3                             | 3                             |
| Up-Typ               | up                            | up                            | charm                         | charm                         | top                           | top                           |
| -------------------- | ----------------------------- | ----------------------------- | ----------------------------- | ----------------------------- | ----------------------------- | ----------------------------- |
| Quark / Antiquark    | u                             | u                             | c                             | c                             | t                             | t                             |
| Flavour- Quantenzahl | +½                            | −½                            | +1                            | −1                            | +1                            | −1                            |
| Flavour- Quantenzahl | Isospin {\displaystyle I_{3}} | Isospin {\displaystyle I_{3}} | Charm {\displaystyle C}       | Charm {\displaystyle C}       | Topness {\displaystyle T}     | Topness {\displaystyle T}     |
| Down-Typ             | down                          | down                          | strange                       | strange                       | bottom                        | bottom                        |
| Quark / Antiquark    | d                             | d                             | s                             | s                             | b                             | b                             |
| Flavour- Quantenzahl | −½                            | +½                            | −1                            | +1                            | −1                            | +1                            |
| Flavour- Quantenzahl | Isospin {\displaystyle I_{3}} | Isospin {\displaystyle I_{3}} | Strangeness {\displaystyle S} | Strangeness {\displaystyle S} | Bottomness {\displaystyle B'} | Bottomness {\displaystyle B'} |

Die Strangeness eines Systems ist gleich der negativen Anzahl der Strange-Quarks s plus der Anzahl der zugehörigen Antiteilchen, der Strange-Antiquarks s:
{\displaystyle S=-n_{s}+n_{\overline {s}}.}
Historisch bedingt lautet die Konvention, dass ein Strange-Quark s als Quark-Teilchen vom Down-Typ dem System (wie z. B. dem Hadron), an welchem es beteiligt ist, einen Beitrag von {\displaystyle S=-1} zur Strangeness liefert; das Strange-Antiquark s dagegen {\displaystyle S=+1}. (Diese Vorzeichenkonvention gilt – da auch vom Down-Typ – auch für die Bottomness des Bottom-Quarks b mit {\displaystyle B'=-1}; sein Antiteilchen, das Bottom-Antiquark b, hat {\displaystyle B'=+1}.) Alle anderen fundamentalen Elementarteilchen sind nicht „seltsam“, haben also eine Strangeness von 0.
Im Gegensatz dazu haben das Charm-Quark c sowie das Top-Quark t als Quarks vom Up-Typ für ihre zugehörigen Quantenzahlen die umgekehrten Vorzeichen: den Charm {\displaystyle C=+1} bzw. die Topness {\displaystyle T=+1}; die jeweiligen Antiteilchen c bzw. t haben {\displaystyle C=-1} bzw. {\displaystyle T=-1}.

## Physik seltsamer Materie
Strange-Quarks entstehen beispielsweise bei der Kollision von Protonen mit Neutronen, Protonen oder Photonen und haben eine vergleichsweise lange Lebensdauer. Das kann dadurch erklärt werden, dass für ihr Entstehen die starke Wechselwirkung verantwortlich ist, für ihren Zerfall aber die schwache Wechselwirkung. Dies führt dazu, dass man in Blasenkammeraufnahmen sogenannte V-Teilchen sehen kann, scheinbar aus dem Nichts entstehende, V-förmig abgehende Spuren. Der Zerfallsvertex dieser V-Spur zeigt dabei zumeist auf einen anderen (primären) Vertex. Die nicht sichtbare Verbindungslinie kommt durch ein neutrales Teilchen mit Strangeness zustande.
Die Strangeness bleibt bei Vorgängen der starken und der elektromagnetischen Wechselwirkung erhalten, kann aber bei schwacher Wechselwirkung verändert werden.